# Kafr Laha, Hama
Kafr Laha, Hama (tiếng Ả Rập: كفر لاها) là một ngôi làng Syria nằm ở phó huyện Wadi al-Uyun ở huyện Masyaf, Hama. Theo Cục Thống kê Trung ương Syria (CBS), Kafr Laha, Hama có dân số 379 trong cuộc điều tra dân số năm 2004.